# 阙丘一
阙丘一（麒麟座18），又名BD+02 1397，HD 49293、SAO 114428、HR 2506，是麒麟座的一颗恒星，视星等为4.47，位于銀經210.38，銀緯0.3，其B1900.0坐标为赤經6h 42m 38.7s，赤緯+2° 0.3′ 18″。